# Kusa
Kusa (in lingua russa Куса) è una città di 16 900 abitanti situata nell'oblast' di Čeljabinsk, in Russia. È il centro amministrativo del rajon Kusinskij. Si trova sul fiume Aj, 180 km a ovest di Čeljabinsk.
Kusa fu fondata nel 1778 e ricevette lo status di città l'8 gennaio 1943.